# Zee Bangla
Zee Bangla es un canal de televisión por suscripción generalista en idioma bengalí indio propiedad de Zee Entertainment Enterprises.

## Historia

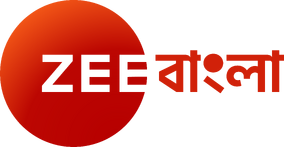
Logotipo de Zee Bangla utilizado desde 2017 hasta 2025.

El canal se lanzó el 15 de septiembre de 1999 como Alpha TV Bangla, junto con Alpha TV Marathi, Alpha TV Telugu y Alpha TV Punjabi. Fue el primer canal de televisión por satélite en bengalí en la India.
El 19 de junio de 2011, todos los canales de Zee cambiaron de nombre con un nuevo logotipo que era como el número dos en lugar de la letra Z.
Los nuevos gráficos del canal se revelaron durante Sa Re Ga Ma Pa el 7 de octubre de 2018. En agosto de 2019, Samrat Ghosh se convirtió en el director del canal. En febrero de 2020, era uno de los canales de televisión en bengalí más grandes de la India por audiencia.
El 30 de septiembre de 2021, Bangladés impuso un bloqueo de los canales de televisión extranjeros, incluido Zee Bangla, que transmiten publicidad. Dos semanas después, Zee Bangla reanudó sus transmisiones en Bangladés, aunque sin comerciales.
El 14 de octubre de 2023, Zee Bangla volvió a cambiar sus gráficos después de 5 años.

## Canal hermano

### Zee Bangla Cinema
Zee Bangla Cinema es un canal indio de películas en bengalí propiedad de Zee Entertainment Enterprises. Fue lanzado el 23 de septiembre de 2012. Es un canal hermano de la red en bengalí Zee Bangla.